# Работай медленно

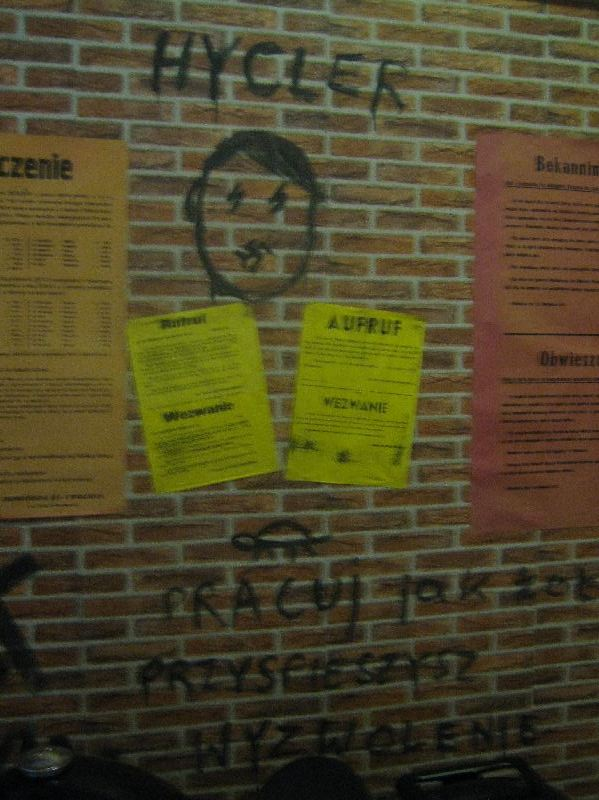
Реконструкция стены с граффити времён Сопротивления в Музее Войска Польского в Варшаве. Внизу стены рисунок черепахи и надпись: «Работай как черепаха, приближай освобождение»

Работай медленно (пол. pracuj powoli, чеш. pracuj pomalu) — лозунг движения Сопротивления в оккупированных гитлеровской Германией во время Второй мировой войны Польше и Чехословакии. 
Лозунг представляет собой призыв к отказу от эффективной работы и саботажу немецкой промышленности, в которой была занята значительная часть населения оккупированных земель Восточной Европы.

## Польша
В Польше лозунг польского Сопротивления, который выглядел как «Поляк, работай медленно» (пол. pracuj Polaku powoli или сокращённо p. P. p.), получил распространение как граффити. Граффити распространяли подпольные организации харцеров в рамках операции «Черепаха», затем независимо.
Часто выглядел как сочетание аббревиатуры p. P. p. или полного текста лозунга и изображения черепахи как символа медленной работы. Другие лозунги, встречающиеся в составе граффити: «Работай медленнее — приблизишь конец войны», «Это черепаха. Двигайся как она, работая на фрица»; «Я черепаха. Работай как я. Кто меня сотрёт, погибнет», а также ряд рифмованных надписей: «Работай медленно, как черепаха, счастливо дождёшься конца неволи» (пол. Pracuj jak żółw powoli, a szczęśliwie doczekasz końca niewoli), «Работай медленно, ведь ты в неволе» (пол. Pracuj powoli, bo jesteś w niewoli).
3 февраля 1941 года в некоторых местах Генерал-губернаторства появились надписи «Работай медленно», 9 апреля 1941 года — PPPPP («Поляк, польский рабочий, работай медленно»). 29 ноября полиция обнаружила в Познани листовку, где «работай медленно» объявлялось первой заповедью поляка; дальнейшие гласили «часто притворяйся больным», «дольше сиди в сортире», «не затягивай винты», «выноси в карманах как можно больше, но не попадайся органам охраны труда», «помогай семьям арестованных коллег» и т. п.. В концлагере Майданек сохранилась огромная скульптура черепахи, исполненная заключенным-скульптором А. М. Бонецким; в лагере черепаху прозвали «Работай Медленно», в наше время черепаху украшает надпись на немецком языке «Arbeite langsam».
2 октября 1941 года Федор фон Бок записал в дневнике: «Положение в Сербии серьёзное. Также назревает кризис в Голландии, Норвегии и в Протекторате. Англичане придумали эффектный пропагандистский лозунг для оккупированных стран. Он гласит: „Работай медленнее!“».
Эта тактика, наряду с прогулами, продажей материальной части и прямым саботажем, представляла собой самое мощное оружие борьбы рабочих с оккупацией. В июне 1943 года экономист д-р Фёль докладывал, что «примерно треть рабочих в Генерал-губернаторстве работает не более 4 часов в день и поддерживает нелегальное производство… Произвольные остановки работы привели к убыткам до 30 % на некоторых предприятиях». Лозунг употреблялся польскими железнодорожниками.

## Чехословакия
В Чехословакии лозунг «Pracuj pomalu» поддерживался лондонским эмигрантским правительством и Компартией Чехословакии и, по данным советского времени, привёл к падению производства на 20 %. 16 мая 1942 года Совинформбюро со ссылкой на немца-перебежчика сообщало: «Рабочие стараются работать как можно медленнее, чтобы сократить выпуск военной продукции, портят станки, агрегаты. Среди чехов популярен лозунг: „Если любишь Чехословакию, работай медленно“… Саботаж не прекращается, а напротив, принимает всё более широкие размеры».